# 정규화 사슬 복합체
호몰로지 대수학에서 정규화 사슬 복합체(正規化사슬複合體, 영어: normalized chain complex)는 아벨 범주의 단체 대상에 대하여 정의되는 사슬 복합체이다. 이는 아벨 범주의 단체 대상의 범주와 자연수 등급 사슬 복합체의 범주 사이의 동치를 정의하며, 이 동치를 돌트-칸 대응(Dold–Kan對應, 영어: Dold–Kan correspondence)이라고 한다.

## 정의

### 무어 복합체
다음이 주어졌다고 하자.
- 아벨 범주 {\displaystyle {\mathcal {A}}}
- 준단체 대상 {\displaystyle M_{\bullet }\colon \triangle _{\operatorname {pre} }^{\operatorname {op} }\to {\mathcal {A}}}

이제, 다음을 정의하자.
{\displaystyle \operatorname {C} _{n}(M)=M_{n}\qquad (n\in \mathbb {N} )}
{\displaystyle \partial _{n}=\sum _{i=0}^{n}(-)^{i}\partial _{n,i}M_{i}\qquad (n\in \mathbb {N} )}
그렇다면, {\displaystyle (\operatorname {C} _{\bullet }(M),\partial _{\bullet })}은  사슬 복합체를 이루며, 이를 준단체 대상 {\displaystyle M_{\bullet }}의 무어 사슬 복합체(영어: Moore chain complex)라고 한다.:45, Definition 1.6.2

### 사슬 복합체에 대응하는 준단체 대상
다음이 주어졌다고 하자.
- 아벨 범주 {\displaystyle {\mathcal {A}}}
- {\displaystyle {\mathcal {A}}} 속의 자연수 등급 사슬 복합체
{\displaystyle \dotsb \to C_{2}{\xrightarrow {\partial _{2}}}C_{1}{\xrightarrow {\partial _{1}}}C_{0}\to 0}

이제, {\displaystyle C_{\bullet }}에 다음과 같은 준단체 대상의 구조를 줄 수 있다.
{\displaystyle M(n)=C_{n}}
{\displaystyle M(\partial _{n,i})\colon C_{n}\to C_{n-1}}
{\displaystyle M(\partial _{n,i})={\begin{cases}0&0\leq i\leq n-1\\(-)^{n}\partial _{n}&i=n\end{cases}}}

### 퇴화 복합체와 정규화 복합체
다음이 주어졌다고 하자.
- 아벨 범주 {\displaystyle {\mathcal {A}}}
- 단체 대상 {\displaystyle M_{\bullet }\colon \triangle ^{\operatorname {op} }\to {\mathcal {A}}}

이제, 다음을 생각하자.
{\displaystyle f_{n}\colon \coprod _{i=0}^{n-1}s_{n,i}\colon M_{n-1}^{\oplus n}\to M_{n}}
{\displaystyle g_{n}\colon \prod _{i=0}^{n-1}\partial _{n,i}\colon M_{n}\to M_{n+1}^{\oplus n}}
(※ {\displaystyle g_{n}}에서, 합이 {\displaystyle i=n}을 포함하지 않는다.)
그렇다면, 다음을 정의할 수 있다.
{\displaystyle \operatorname {D} _{\bullet }(M)=\operatorname {im} f_{n}}
{\displaystyle \operatorname {N} _{\bullet }(M)=\ker g_{n}}
그렇다면, {\displaystyle (\operatorname {D} _{\bullet }(M),\partial _{\bullet })}와 {\displaystyle (\operatorname {N} _{\bullet }(M),\partial _{\bullet })} 둘 다 역시 사슬 복합체를 이룬다. {\displaystyle \operatorname {D} _{\bullet }(M)}을 퇴화 사슬 복합체(退化사슬複合體, 영어: degenerate chain complex)라고 하며, {\displaystyle \operatorname {N} _{\bullet }(M)}을 정규화 사슬 복합체(正規化사슬複合體, 영어: normalized chain complex)라고 한다.

### 준단체 대상에 대응하는 단체 대상
우선, 다음 기호를 정의하자.
- {\displaystyle \operatorname {Surj} (n,m)\subseteq \hom _{\triangle }(n,m)}은 모든 전사 증가 함수 {\displaystyle \{0,1,\dotsc ,n\}\twoheadrightarrow \{0,1,\dotsc ,m\}} ({\displaystyle 0\leq m\leq n})들의 집합이다.

아벨 범주 {\displaystyle {\mathcal {A}}} 속의 준단체 대상
{\displaystyle C\colon \triangle _{\operatorname {pre} }^{\operatorname {op} }\to {\mathcal {A}}}
이 주어졌다고 하자. 그렇다면, 다음과 같은 {\displaystyle {\mathcal {A}}} 위의 단체 대상을 정의할 수 있다.
{\displaystyle \sigma (C_{n})=\bigoplus _{m=0}^{n}\bigoplus _{\operatorname {Surj} (n,m)}C_{m}}
즉, 각 {\displaystyle \phi \in \operatorname {Surj} (n,m)}에 대하여 포함 사상
{\displaystyle \beta _{\phi }\colon C_{m}\hookrightarrow \sigma (C_{n})}
이 있다.
그 위의 단체 대상 구조는 다음과 같다. 단체 범주 {\displaystyle \triangle } 속의 임의의 사상(증가 함수)은 전사 증가 함수와 단사 증가 함수의 합성으로 유일하게 표현된다.
임의의 단체 범주 사상
{\displaystyle f\in \hom _{\triangle }(m,n)}
에 대하여,
{\displaystyle \sigma (f)\colon \sigma (C_{n})\to \sigma (C_{m})}
은 다음과 같다.
{\displaystyle \sigma (f)=\coprod _{\scriptstyle g\in \operatorname {Surj} (n,k) \atop \scriptstyle \iota \circ \phi =g\circ f}\beta _{\phi }\circ C(\iota )}
여기서,
- {\displaystyle \iota \circ \phi =g\circ f}은 {\displaystyle (\iota ,\phi )}가 {\displaystyle g\circ f\in \hom _{\triangle }(m,k)}의, 단사 함수({\displaystyle \iota \colon \{0,\dotsc ,n'\}\hookrightarrow \{0,\dotsc ,k\}})와 전사 함수({\displaystyle \phi \colon \{0,\dotsc ,m\}\twoheadrightarrow \{0,\dotsc ,n'\}})로의 (유일한) 분해임을 뜻한다.
- {\displaystyle C(\iota )\colon C_{k}\to C_{n'}}은 함자 {\displaystyle C\colon \triangle _{\operatorname {pre} }^{\operatorname {op} }\to {\mathcal {A}}} 아래의, {\displaystyle \iota \in \hom _{\triangle _{\operatorname {pre} }}(n',k)}의 상이다.

## 성질

### 짧은 완전열
아벨 범주 {\displaystyle {\mathcal {A}}} 속의 단체 대상 {\displaystyle M_{\bullet }}에 대하여, 다음과 같은 사슬 복합체의 짧은 완전열이 존재한다.
{\displaystyle 0\to \operatorname {D} _{\bullet }(M)\to \operatorname {C} _{\bullet }(M)\to \operatorname {N} _{\bullet }(M)\to 0}
즉,
{\displaystyle \operatorname {N} _{\bullet }(M)\cong {\frac {\operatorname {C} _{\bullet }(M)}{\operatorname {D} _{\bullet }(M)}}}
이다.

### 정규 사슬 복합체의 표준 분해
아벨 범주 {\displaystyle {\mathcal {A}}} 속의 단체 대상 {\displaystyle M_{\bullet }}에 대하여, 다음과 같은 표준적인 동형이 존재한다.
{\displaystyle i_{n}\colon \bigoplus _{m=0}^{n}\bigoplus _{\operatorname {Surj} (n,m)}\operatorname {N} _{k}(M)\cong \operatorname {C} _{n}(M)}
이 동형 사상은 다음과 같이 주어진다.
{\displaystyle i_{n}=\coprod _{m=0}^{n}\coprod _{f\in \operatorname {Surj} (n,m)}M(f^{\operatorname {op} })}
여기서
{\displaystyle M(f^{\operatorname {op} })\colon \operatorname {N} _{m}(M)\to M_{n}}
은 함자 {\displaystyle M\colon \triangle ^{\operatorname {op} }\to {\mathcal {A}}} 아래 {\displaystyle f^{\operatorname {op} }\in \hom _{\triangle ^{\operatorname {op} }}(m^{\operatorname {op} },n^{\operatorname {op} })}의 상이다.

### 돌트-칸 대응
아벨 범주 {\displaystyle {\mathcal {A}}} 위에서, 다음과 같은 범주의 동치가 존재한다.
{\displaystyle \operatorname {s} ({\mathcal {A}})\leftrightarrows \operatorname {Ch} _{\geq 0}({\mathcal {A}})}
여기서
- {\displaystyle \operatorname {s} ({\mathcal {A}})}는 {\displaystyle {\mathcal {A}}} 위의 단체 대상의 범주이다.
- {\displaystyle \operatorname {Ch} _{\geq 0}({\mathcal {A}})}는 {\displaystyle {\mathcal {A}}} 위의, 자연수 (음이 아닌 정수) 등급의 사슬 복합체들의 범주이다.

이 동치를 정의하는 함자는 다음과 같다.
- {\displaystyle \operatorname {N} \colon \operatorname {s} ({\mathcal {A}})\to \operatorname {Ch} _{\geq 0}({\mathcal {A}})}는 단체 대상에 대응되는 정규화 사슬 복합체이다.
- {\displaystyle \Gamma \colon \operatorname {Ch} _{\geq 0}({\mathcal {A}})\to \operatorname {s} ({\mathcal {A}})}는 자연수 등급 사슬 복합체에 대응되는 준단체 대상에 대응되는 단체 대상이다.

또한, 이 범주의 동치는 자연 동형으로부터 유도된다. 즉, 자연 동형
{\displaystyle \operatorname {N} \circ \operatorname {\Gamma } \Rightarrow 1_{\operatorname {Ch} _{\geq 0}({\mathcal {A}})}}
{\displaystyle \operatorname {\Gamma } \circ \operatorname {N} \Rightarrow 1_{\operatorname {s} ({\mathcal {A}})}}
가 존재한다. 이에 따라, 이들은 두 가지 방향으로 수반 함자를 이룬다.
{\displaystyle \operatorname {N} \dashv \operatorname {\Gamma } }
{\displaystyle \operatorname {\Gamma } \dashv \operatorname {N} }

### 모형 구조
돌트-칸 대응을 사용하여, {\displaystyle \operatorname {Ch} _{\geq 0}({\mathcal {A}})} 위의 모형 범주 구조를 {\displaystyle \operatorname {s} ({\mathcal {A}})}에 부여할 수 있다. 이에 따라, 돌트-칸 대응은 {\displaystyle \operatorname {Ch} _{\geq 0}({\mathcal {A}})}와 {\displaystyle \operatorname {s} ({\mathcal {A}})} 사이의 퀼런 동치를 이룬다.
이 경우, {\displaystyle \operatorname {s} ({\mathcal {A}})}의 약한 동치는 단체 대상의 사상 가운데, (단체 집합으로서) 모든 차수의 단체 호모토피 군의 동형을 유도하는 것이다.

## 역사
돌트-칸 대응은 알브레히트 돌트와 다니얼 칸이 1958년에 독자적으로 발견하였다. (칸은 이 논문에서 칸 확대의 개념을 같이 도입하였다.) 돌트의 첫 논문은 가군의 범주에 국한되었으나, 이후 돌트와 디터 푸페는 곧 이를 임의의 아벨 범주에 대하여 일반화하였다.